# 伊豆則常
伊豆 則常（いず のりつね、生没年不詳）は、江戸時代の前期の俳人。

## 経歴・人物
京都の人で、北村季吟に師事した。